# Dan Burn
Daniel Johnson Burn (født d. 9. maj 1992) er en engelsk professionel fodboldspiller, som spiller for Premier League-klubben Newcastle United.

## Klubkarriere

### Darlington
Burn begyndte med at spille for Newcastle United som barn, men blev frigjort fra deres akademi som 11-årig. Han spillede herefter for en række lokale hold, New Hartley, Blyth Town og Blyth Spartans. Burn blev i 2009 opdaget af en talentspejder fra Darlington, og han arbejde sig til sin første professionelle kontrakt i juli 2009.

### Fulham
Efter at have imponeret med Darlington, blev Burn købt af Premier League-klubben Fulham den 14. april 2011. Han blev herefter del af holdets reservehold.

#### Lejeaftaler
Burn blev i september 2012 udlejet til Yeovil Town. Efter en imponerende sæson med Yeovil blev han igen udlejet den næste sæson, da han i juli 2013 skiftede til Birmingham City på en lejeaftale.

#### Førsteholdsdebut
Burn blev i januar 2014 hentet tilbage fra leje på grund af skadesproblemer for Fulham, og fik som resultat sin førsteholdsdebut for klubben den 4. januar. Efter Fulham rykkede ned i Championship i 2014 blev Burn givet sin chance på førsteholdet, da han spillede i en god del af kampene.

### Wigan Athletic
Burn skiftede i juni 2016 til Wigan Athletic efter han kontrakt med Fulham havde udløbet. Han blev i sin debutsæson hos Wigan kåret som årets spiller i klubben, men det var dog stadig en bitter sæson for Burn og Wigan, som rykkede ned i League One.

### Brighton & Hove Albion

#### Transfer og leje tilbage
Burn skiftede i august 2018 til Brighton & Hove Albion, og som del af aftalen blev han lejet tilbage til Wigan frem til januar 2019.

#### Brighton karriere
Efter at Burn vendte tilbage fra lejeaftalen trådte han ind i førsteholdet, og blev en fast mand for holdet resten af sin tid i klubben.

### Newcastle United
Burn skiftede i januar 2022 til Newcastle United, og han vendte dermed tilbage til den klub som han var blevet frigjort fra som 11-årig.